# Yeniabad
Yeniabad è un comune dell'Azerbaigian situato nel distretto di Şəmkir.